# 興旺里
興旺里為台灣台北市文山區轄下一里。

## 里界
- 東至：以興隆路二段275巷與興泰里為鄰
- 西至：與興豐里、萬盛里以山為界
- 南至：與興業里以興隆路二段為界
- 北至：與大安區以山為界

## 歷史沿革
- 興旺里於民國62年（1973年）5月由興得里第5、6、7、8鄰整編而成。
- 爾後經濟繁榮，公寓如雨後春筍般快速成長，人口數亦然。乃於民國70年（1981年）4月1日依據臺北市政府第三期區里調整，將原興旺里第2、3、4鄰調整為興業里、第1、5、6、7、8、9、10、11、12鄰全部及13鄰一部份調整為興泰里，剩餘之鄰數劃歸為興旺里。
- 民國89年（2000年）台北市政府開始於市轄區之下設置次分區，此里屬於文山區興隆次分區之一里。
- 民國91年（2002年）9月1日里行政區域調整併入興豐里28鄰67戶為現今興旺里。